# Новоликеевский сельсовет
Новолике́евский сельсовет — упразднённое сельское поселение в составе Кстовского района Нижегородской области России.
Административный центр — деревня Новоликеево.
Законом Нижегородской области от 10 декабря 2021 года № 137-З к 23 декабря того же года муниципальный район был преобразован в муниципальный округ, сельское поселение упразднено.

## История
Статус и границы сельского поселения установлены Законом Нижегородской области от 15 июня 2004 года № 60-З «О наделении муниципальных образований — городов, рабочих посёлков и сельсоветов Нижегородской области статусом городского, сельского поселения».

## Население
| 2002  | 2010  | 2012  | 2013  | 2014  | 2015  | 2016  |
| ----- | ----- | ----- | ----- | ----- | ----- | ----- |
| 3536  | ↗3559 | ↘3512 | ↘3476 | ↘3454 | ↗3544 | ↗3624 |
| 2017  | 2018  | 2019  | 2020  | 2021  |       |       |
| ↗3726 | ↗3735 | ↘3715 | ↘3663 | ↗3731 |       |       |

## Состав сельского поселения
| № | Населённый пункт | Тип населённого пункта          | Население |
| - | ---------------- | ------------------------------- | --------- |
| 1 | Ветчак           | деревня                         | ↗151      |
| 2 | Карабатово       | деревня                         | ↘108      |
| 3 | Караулово        | деревня                         | ↗376      |
| 4 | Новоликеево      | деревня, административный центр | ↘2716     |
| 5 | Починок          | деревня                         | →0        |
| 6 | Студенец         | деревня                         | ↗154      |
| 7 | Толстобино       | деревня                         | ↘54       |